# Куцый, Вадим Валерьевич
Вадим Валерьевич Куцый (род. 18 июля 1991) — белорусский и российский боец смешанных единоборств. Профессиональный боец MMA с 2014 года, выступающий в средней и полусредней весовых категориях. Представляет клуб Academy MMA Минск. Чемпион мира по смешанным единоборствам среди профессионалов по версии Le Roi Du Fight (2019 год, Париж).

## Биография
Родился 18 июля 1991 года в посёлке городского типа Брацлав Винницкой области, в Украине. С 2001 года живет в Минске, Беларусь.

## Спортивная карьера
Спортивную карьеру начал в 2003 году с выступлений по вольной борьбе. В 2010 году становится серебряным призёром чемпионата Республики Беларусь по вольной борьбе среди молодежи, за что удостаивается звания мастер спорта. В 2011—2013 становится чемпионом Беларуси по грэпплингу. В 2013 году становиться серебряным призёром кубка страны по боевому самбо. Так же в 2013 году проводит свой первый профессиональный бой на турнире Битва над Сожем 2,город Гомель.В 2014 году на официальном открытом чемпионате Республики Беларусь по ММА занимает первое место и выполняет норматив мастера спорта. В 2014 году становится бойцом Academy MMA Минск под руководством Анцыповича Алексея Николаевича. В том же году начинает выступать в питерской организации Coliseum FC в средней весовой категории, где в первом бою обратной скруткой пятки побеждает опытного бойца Василия Зубкова. Второй бой в этой организации заканчивается победой удушающим приемом со спины над Львом Яшиным. Дальше свою карьеру Куцый продолжает в организации OFS, где одерживает три победы и получает бой за вакантный пояс организации в среднем весе с Абукаром Яндиевым. В 2015 году на официальном открытом чемпионате Республики Беларусь по грэпплингу становиться обладателем золотой медали и получает звание мастера спорта. В этом же году побеждает на кубке Европы по панкратиону и грэпплингу. В 2016 году одерживает свое первое поражение, ввиду полученной травмы голеностопа, в бою с Яндиевым . После длительной реабилитации продолжает выступать в различных организациях. В 2016 году становится серебряным призёром чемпионата мира и Европы по панкратиону, в 2017 году завоевывает два золота чемпионата Европы по панкратиону, за что было присвоено звание мастера спорта Республики Беларусь международного класса. В 2018 становиться бронзовым призёром чемпионата Европы по панкратиону. В 2019 году в Париже одерживает победу удушающим приемом и завоевывает пояс чемпиона мира по смешанным единоборствам по версии Le Roi Du Fight.В 2020 году в главном бою вечера лиги NFG техническим нокаутом побеждает бразильца Флавио Пино Де Соузу.После заключает контракт с крупной мировой организацией Brave CF и проводит там два победных поединка, в крайнем побеждая нокаутом экс-бойца UFC Исмаила Наурдиева.

## Спортивные достижения
- Панкратион
  - Чемпионат Европы (Тбилиси,2015 год).
  - Чемпионат Европы (Будапешт,2016 год).
  - Чемпионат Европы (Бриндизи,2017 год)
  - Чемпионат Европы (Бриндизи,2017 год)
  - Кубок Европы (Рига,2015 год).
  - Чемпионат Европы (Зренянин,2018 год).
  - Чемпионат мира (Тбилиси, 2016).
- Грепплинг
  - Чемпионат РБ 2015 года.
  - Кубок Европы (Рига,2015 год).
- ММА
  - Чемпионат РБ 2014 года.
  - Чемпион мира среди профессионалов (Париж,2019 года.)

## Общественная деятельность
Активно принимает участие в общественной деятельности страны. Проводит различные мастер-классы и семинары по смешанным единоборствам, выступает в роли рефери и судьи на местных и международных соревнований. Организовывает физкультурно-оздоровительные мероприятия для детей и взрослых. Участвует в шоу-программах, съемках и мероприятиях как почетный гость. Проводит различные акции помощи и благотворительные мероприятия для приютов и детских домов.

## Статистика
| Боёв 18  | Побед 17 | Поражений 1 |
| -------- | -------- | ----------- |
| Нокаутом | 6        | 1           |
| Сдачей   | 7        | 0           |
| Решением | 4        | 0           |

| Результат | Рекорд | Соперник             | Способ                                    | Турнир                                              | Дата             | Раунд | Время | Место                   | Примечание                                             |
| --------- | ------ | -------------------- | ----------------------------------------- | --------------------------------------------------- | ---------------- | ----- | ----- | ----------------------- | ------------------------------------------------------ |
| Победа    | 14-1   | Флавио пина де соуза | Техническим нокаутом (удары)              | NFG 15 Battlefield                                  | 14 марта 2020    | 1     | 1:21  | Минск, Беларусь         |                                                        |
| Победа    | 13-1   | Константин Линник    | Сабмишном (удушение)                      | FIGHT 39 LE ROI DU FIGHT 2019                       | 20 апреля 2019   | 1     | 2:44  | Париж, Франция          | Завоевал титул чемпиона LE ROI DU FIGHT в среднем весе |
| Победа    | 12-1   | Вячеслав Богомол     | Техническим нокаутом (удары)              | WWFC 12 World Warriors Fighting Championship 12     | 29 сентября 2018 | 1     | 3:33  | Киев, Украина           |                                                        |
| Победа    | 11-1   | Хавьер Фуентес       | Сабмишном (удушение ручным треугольником) | Academy MMA Minsk Academy MMA Cup 2017              | 20 октября 2017  | 2     | 1:51  | Минск, Беларусь         |                                                        |
| Победа    | 10-1   | Лом-Али Нальгиев     | Решением (большинством судейских голосов) | OFS 10 Heroes Return                                | 10 декабря 2016  | 3     | 5:00  | Ярославль, Россия       |                                                        |
| Победа    | 9-1    | Сергей Кучеренко     | Техническим нокаутом (удары)              | League MMA — Battle in Mountains 2                  | 4 июня 2016      | 1     | 1:57  | Великий Бычков, Украина |                                                        |
| Победа    | 8-1    | Глеб Павлов          | Решением (единогласным)                   | IMAT — International Star 2                         | 14 мая 2016      | 3     | 5:00  | Москва, Россия          |                                                        |
| Победа    | 7-1    | Ярослав Чартков      | Техническим нокаутом (удары)              | WFC — Wolf Fighting Club 10                         | 16 апреля 2016   | 1     | 1:06  | Дубно, Украина          |                                                        |
| Поражение | 6-1    | Абукар Яндиев        | Техническим нокаутом (удары)              | OFS — Octagon Fighting Sensation 7                  | 12 марта 2016    | 1     | 0:54  | Москва, Россия          | Бой за титул чемпиона OFS в среднем весе               |
| Победа    | 6-0    | Арслан Еслемесов     | Сабмишном (удушение сзади)                | OFS — Octagon Fighting Sensation 5                  | 1 октября 2015   | 1     | 2:09  | Ярославль, Россия       |                                                        |
| Победа    | 5-0    | Георгий Кекелия      | Решением (единогласным)                   | OFS — Octagon Fighting Sensation 4                  | 16 мая 2015      | 3     | 5:00  | Ярославль, Россия       |                                                        |
| Победа    | 4-0    | Мирас Шантасов       | Сабмишном (удушение сзади)                | Professional Combat Sambo — Eurasian Economic Union | 21 февраля 2015  | 1     | 4:53  | Омск, Россия            |                                                        |
| Победа    | 3-0    | Евгений Гонтарев     | Сабмишном (удушение сзади)                | OFS — Octagon Fighting Sensation 2                  | 17 октября 2014  | 2     | 2:23  | Ярославль, Россия       |                                                        |
| Победа    | 2-0    | Лев Яшин             | Сабмишном (удушение сзади)                | Coliseum FC — New History 3                         | 25 мая 2014      | 1     | 3:24  | Санкт-Петербург, Россия |                                                        |
| Победа    | 1-0    | Василий Зубков       | Сабмишном (скручивание пятки)             | Coliseum FC — Malaya Arena 2                        | 29 марта 2014    | 1     | 0:00  | Санкт-Петербург, Россия |                                                        |